# Мистраль, Фернанда
Эдит Долли Перуйера, известная как Фернанда Мистраль (исп. Fernanda Mistral, род. 14 сентября 1934) ― аргентинская актриса кино, театра и телевидения.

## Биография
В возрасте 7 лет начала учиться в Детской школе театра Лабардена, затем училась в Национальной школе танца при Национальном театре Сервантеса и в Национальной консерватории драматического искусства, которую возглавлял Антонио Кунилл Кабанеллас. В 1949 году в возрасте 15 лет, когда она провожала подругу на тест, режиссер предложил ей повторить лирику. Результат ему понравился и она получила роль в фильме «Suburbio» Льва Климовского с Педро Лопесом Лагаром.
Список ее работ в кино, включают роли в таких фильмах и сериалах, как «Лусия» (1966), «Просто Мария» (1972), «Раулито» (1975), «Что такое осень?» (1977), «Привет папуля!» (сериал, 1995), «Рафа» (сериал, 1997), «Дикий ангел» (сериал, 1998–1999).
Много лет работала на радио вместе с Альберто Аргибаем. Награждена аргентинцами в 1963 году за "хирурги души". Она также работала в Большом вечернем телетеатре с Аидой луз и Игнасио Киросом.
Играла в театре в таких постановках, как «За закрытой дверью», «Шесть персонажей в поисках автора», «Носорог», «Глава вторая», «Салемские ведьмы», «Ромео и Джульетта», «Ученик дьявола» и др.

## Фильмография

### Кино
- Инструкции к новой жизни (2008) реж. Йорди Видал ― Джули
- Камчатка (2002) реж. Марсело Пиньейро ― Абуела
- Противник (1983) реж. Эдуардо Кальканьо ― Нелли
- Сила цензуры (1983) реж. Эмилио Виейра
- Львиная доля (1978) реж. Адольфо Аристарайн ― Сильвия де Ди Торо
- Никогда не прекращай толкать Антонио (1978) реж. Адольфо Аристарин
- Что такое осень? (1977) реж. Эдуардо Кальканьо
- Холостяк (1977) реж. Карлос Боркоск
- Ла Раулито (1975) реж. Лаутаро Муруа
- José María y María José: Una pareja de hoy (1973) dir. Rodolfo Costamagna.
- Simplemente María (1972) dir. Enzo Bellomo.
- Gente conmigo (1967) dir. Jorge Darnell.... Bertina.
- Cómo seducir a una mujer (1967) dir. Ricardo Alventosa.... Ejecutiva.
- La buena vida (1966) René Mugica.
- Psique y sexo (episodio La estrella del destino) (1965) dir. Manuel Antín.
- Los inocentes (1963) dir. Juan Antonio Bardem.... Laura Errazquin.
- Lucía (1963) dir. Dick Ross.
- Paula cautiva (1963) dir. Fernando Ayala.
- Mate Cosido (1962) dir. Goffredo Alessandrini.... Julia Delgado.
- Rumbos malditos (1962) dir. Goffredo Alessandrini.
- Los venerables todos (1962) dir. Manuel Antín.
- La novia (1961) dir. Ernesto Arancibia.
- Campo arado (1959) dir. Leo Fleider.
- El curandero (1955) dir. Mario Soffici
- Barrio gris (1954) dir. Mario Soffici.... Laura
- Las zapatillas coloradas (1952) dir. Enrique Carreras y Juan Sires
- Suburbio (1951) dir. León Klimovsky

### Телевидение
- Стокгольм (2016) (телесериал).... Жозефина
- Извините за беспокойство (2009)
- Дикий ангел (1998-1999) ― Луиса Рапалло де Ди Карло
- Приговор Габриэлю Дойлу (1998) ― Аманда
- Рафа (1997)
- Привет папуля! (1995)
- Знак желания (1994)
- Сто дней Анны (1982) ― Дора
- Госпожа (1982) ― Карла
- Суть женщины (1980)
- Грозовой перевал (1978)
- Teatro como en el teatro: "El espejo roto" y "Cuando el amor se convierte en odio".
- Piel naranja (1975) Serie.... Cristina.
- Alta Comedia: "La sombra de una mujer" (1975).
- Dos a quererse (1974) Serie.... Dra. Mariana Quesada.
- Alta Comedia: "Separate Tables".... Miss. Sybil Railton Bell.
- Casada por poder (1974) telenovela.
- Alta comedia: El poder (1973).
- Pobre diabla (1973) Serie.... Emilce Guerrico.
- El vendedor de ilusiones (1971).
- Teatro de Verano" (1971).
- Alta comedia: "Landrú" (1971).
- Una luz en la ciudad (1971) Serie.... Silvia.
- Teatro Universal: Hedda Gabler (1970).
- El hombre que volvió de la muerte (1969) mini-serie.... Erika.
- Un pacto con los brujos (1969).... Laura.
- Su comedia favorita (1965) Serie.
- Mayson Polyana (1965).
- Ocho estrellas en busca del amor (1964-65) Serie.
- El día nació viejo (1964).
- Hombre que cambió de nombre (1960).
- Obra maestras del terror (Doctor Jekill y Mr. Hyde) (1959).
- Teleteatro de bolsillo (1958).
- Más allá del color: La vida de Gauguin y Degas (1958) mini-serie.
- El hombre de aquella noche (1953).

### Театр
- Прощание в Париже
- Мы так любим друг друга
- Ведьма
- Стальные цветы
- Ромео и Джульетта
- Глава вторая
- Дань уважения
- Констанция
- За закрытыми дверями
- Шесть персонажей в поисках автора
- Носорог
- Ученик дьявола
- Салемские ведьмы
- После падения
- Танец воров
- Intimidades de la Sra. Müller, de Susana Toscano e Ismael Martínez.
- Cremona de Discépolo.
- El tigre y los dactilógrafos de Schisgal.
- Mataron a un taxista de M. Mambrú.
- Comedia negra de Shaffer.
- El taller del orfebre de Karol Wojtyla. Juan Pablo II.
- La ronda matrimonial de L. Steven.
- Los días felices de Puget.